# Kaolingruben bei Hirschau-Schnaittenbach
Die Kaolingruben bei Hirschau-Schnaittenbach sind ein Geotop in der Hirschau-Schnaittenbacher Senke bei den Städten Hirschau und Schnaittenbach im Landkreis Amberg-Sulzbach in Bayern. Das Bayerische Landesamt für Umwelt führt die Kaolingruben bei Hirschau-Schnaittenbach als Geotop unter der Nummer 371A022. Zudem werden die Kaolingruben als Nr. 65 in der Liste Bayerns schönster Geotope geführt. Im Jahre 2013 war das „Kaolin bei Hirschau – Schnaittenbach“ das Gestein des Jahres, das das Bayerische Landesamt für Umwelt jährlich kürt.
Das Kaolinrevier Hirschau-Schnaittenbach ist das größte Kaolingebiet Deutschlands.

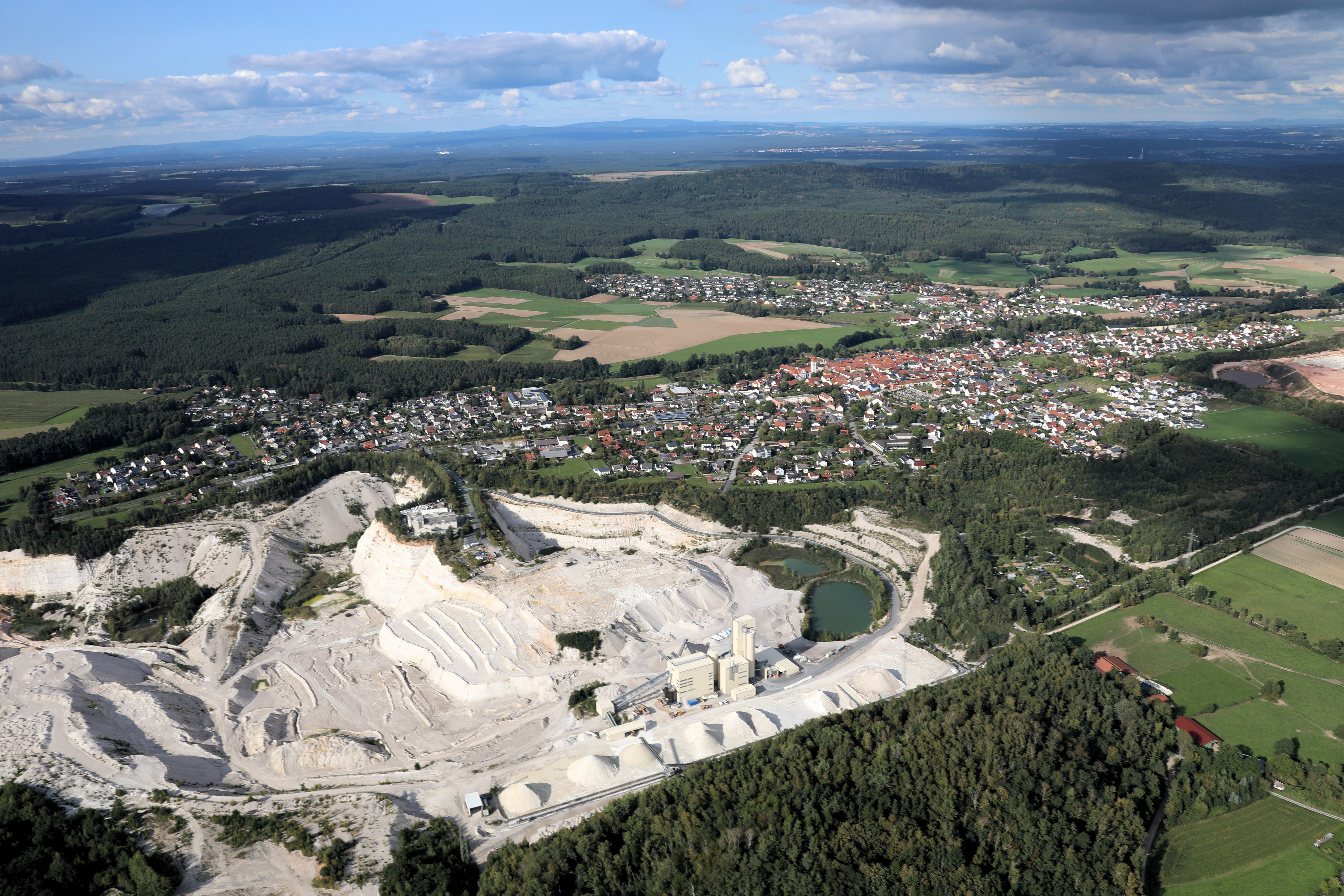
Kaolinabbau bei Schnaittenbach (2023)

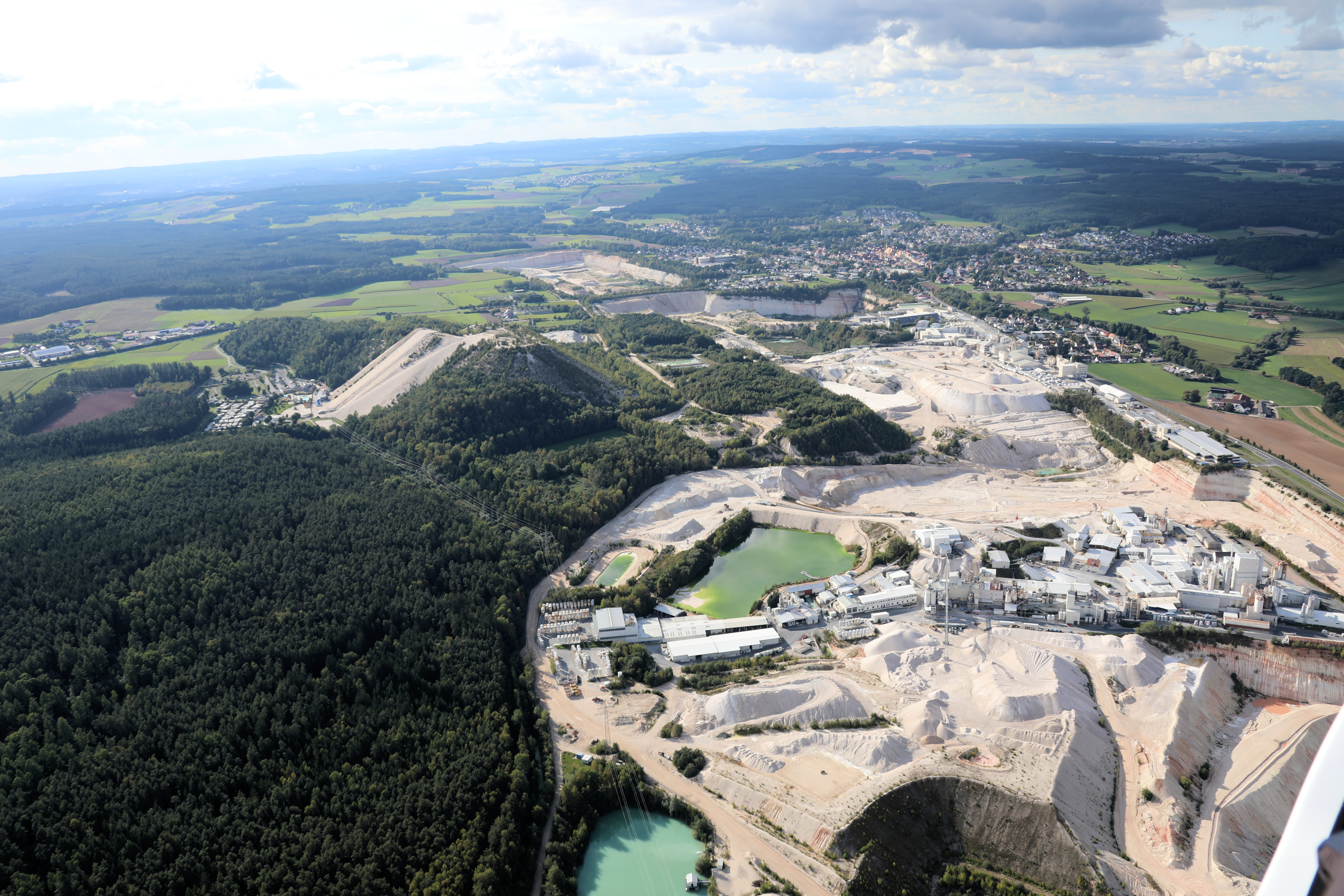
Kaolinabbau bei Hirschau (2023)

## Entstehung
Die Hirschau-Schnaittenbacher Kaolinlagerstätte gehört zum Mittleren Buntsandstein (Trias, ca. 220 Millionen Jahre alt). Man vermutet, dass große Flüsse, von Osten her im Deltabereich feine feldspatreiche Sande (Arkosen) abgelagert haben. Das kristalline Grundgebirge mit seinen Gneisen und Graniten ist als stoffliche Quelle anzusehen. Der Großteil des Kaolins ist wohl erst nach der Sedimentation durch chemische Umwandlung aus den enthaltenen Feldspäten entstanden. Auf die feinkörnigen Arkosen wirkten vermutlich sauere Grundwässer ein, so dass sich im Laufe der Zeit die alkalischen Feldspat-Bestandteile abspalten konnten (Kaolinisierung). Die Kaolinisierung, die auch die Bleichung des ursprünglich roten Gesteins verursachte, betraf den Sandstein in unterschiedlichem Maße. Die höchsten Kaolingehalte findet man im Zentralbereich der Lagerstätte, im Bereich der so genannten Scharhofstörung, die den westlichen Lagerstättenteil gegenüber dem östlichen um circa 300 Meter nach Norden versetzte.
Bei dem in der Gegend von Hirschau und Schnaittenbach vorkommenden Kaolin handelt es sich um umgelagertes Material. Man bezeichnet die Vorkommen deswegen als sekundäre Vorkommen, im Gegensatz bspw. zu den Vorkommen in Tirschenreuth, wo der Bildungsvorgang des Kaolins im tiefgründig verwitterten Granit ablief.
Weitere geologische Vorgänge wie Überdeckung und spätere Abtragung folgten. Das Vorkommen besteht aus 30–40 Meter starken Sedimentpaketen, die von Süd nach Nord mit ca. 10 Grad einfallen.

## Lagerstätteninhalt

### Kaolin
Gesteine oder Produkte, die überwiegend aus Kaolinit bestehen, werden als Kaolin oder Kaolinerde bezeichnet. Sie stellen in der Hirschau-Schnaittenbacher Lagerstätte das wichtigste Mineral dar. Das Kaolin in der Hirschau-Schnaittenbacher Lagerstätte ist besonders gut kristallisiert. Die Kaolingehalte der Roherde liegen zwischen 10 % bei Hirschau im Westen und Osten sowie bis 25 % bei Schnaittenbach in der Mitte der Lagerstätte. Die abbauwürdige (über 12 % Kaolinit) Hauptlagerstätte hat eine Ost-West-Ausdehnung von 2,6 km.

### Feldspat
Feldspate liegen in der Lagerstätte überwiegend als Feinsand (0,063–0,2 mm) und als Mittelsand (0,2–0,63 mm) vor. Einige Prozent entfallen auf die Feinstkornfaktion (2–60 μm) und den Grobsand. In der Kaolin- und Kiesfraktion sind diese Minerale so gut wie nicht vertreten. Lediglich in den Großgerölle führenden Schichten fallen einzelne grobe Feldspate ins Auge. Der Orthoklas stellt den Hauptanteil, daneben kommt noch der Natronfeldspat vor. Letzterer tritt kaum in Erscheinung, sondern als pertitische Entmischung in Form von leistenförmigen Ausscheidungen innerhalb des Kalifeldspatkristalls. Durch den Kaolinisierungsprozess sind die meisten Feldspatkristalle angelöst bzw. randlich kaolinisiert. Die Feldspatgehalte der Lagerstätte schwanken zwischen 0,2 % und 1,5 % in der Mitte und 8–12 % im Westen bei Hirschau und östlich von Schnaittenbach.

### Quarz
Das häufigste Mineral liegt vor allem in der Grobfraktion der Roherde vor. In der Kornverteilung stellt der Quarzsand (0,6–3,0 mm) den Hauptanteil. In der Kiesfraktion nimmt der Quarzsand mit wachsender Korngröße zugunsten heterogen zusammengesetzter Gesteinspartikel ab, ist aber auch bei den Steinen (>60 mm) noch vertreten. Mit zunehmender Feinkörnigkeit sinkt der Quarzgehalt ebenfalls ab, ist aber auch in der Kaolinfraktion meinst noch nachweisbar. Die Quarze zeigen somit von der Korngröße das weitest gestreute Spektrum. Die Körner sind gerundet oder kantengerundet, teils mit Vertiefungen und unregelmäßigen Sprüngen an der Oberfläche. In der Sandfraktion sind sie hell durchscheinend, erst in der Grobfraktion sind sie milchig trüb. Einzelne kiesige Verwachsungen von Körnern kommen vor. Der Quarz hat einen Anteil zwischen 75 % und 85 % an der Roherde, im Mittel an der gesamten Lagerstätte rund 80 %.

### Schwerminerale
Verschiedene Schwerminerale wie Rutil, Anatas, Magnetit, Ilmenit, Zirkon, Monazit, Xenotim, Turmalin, Staurolith und Chrysoberyll sowie deren Umwandlungsprodukte wie z. B. Hämatit und Titanit fallen zwar mengenmäßig kaum ins Gewicht (<0,5 %), müssen aber bei der Aufarbeitung entfernt werden.

## Abbau
Die erste Kaolinschlämme im Raum Hirschau-Schnaittenbach errichtete Daniel Christoph Eduard Kick im Jahr 1833. Er kam ursprünglich 1830 als Buchhalter an das Steingutwerk Dorfner in Hirschau. Bei seinen Untersuchungen der Gegend fand er heraus, dass sich in den Grundstücken des Schnaittenbacher Löwenwirts Lorenz Popp reiche Kaolinvorräte befanden.
Kaolin-Bergbau betrieb Kick zunächst im Untertagebau. Ausgehend von bis zu 10 Meter tiefen Schächten, so genannten Kellern, wurden diese, soweit es die Standfestigkeit des Gebirges erlaubte, erweitert. Die Roherde förderte man mit Kübeln und Seilwinden. 1883 stellte man auf Tagebau um.
1894 gründeten die Brüder Hermann Heinrich und Florian Dorfner die Firma Gebrüder Dorfner OHG. Im Jahr 1895 kauften sie den Bauernhof Scharhof mit 134 Tagwerk und errichteten dort ein Kaolinwerk.

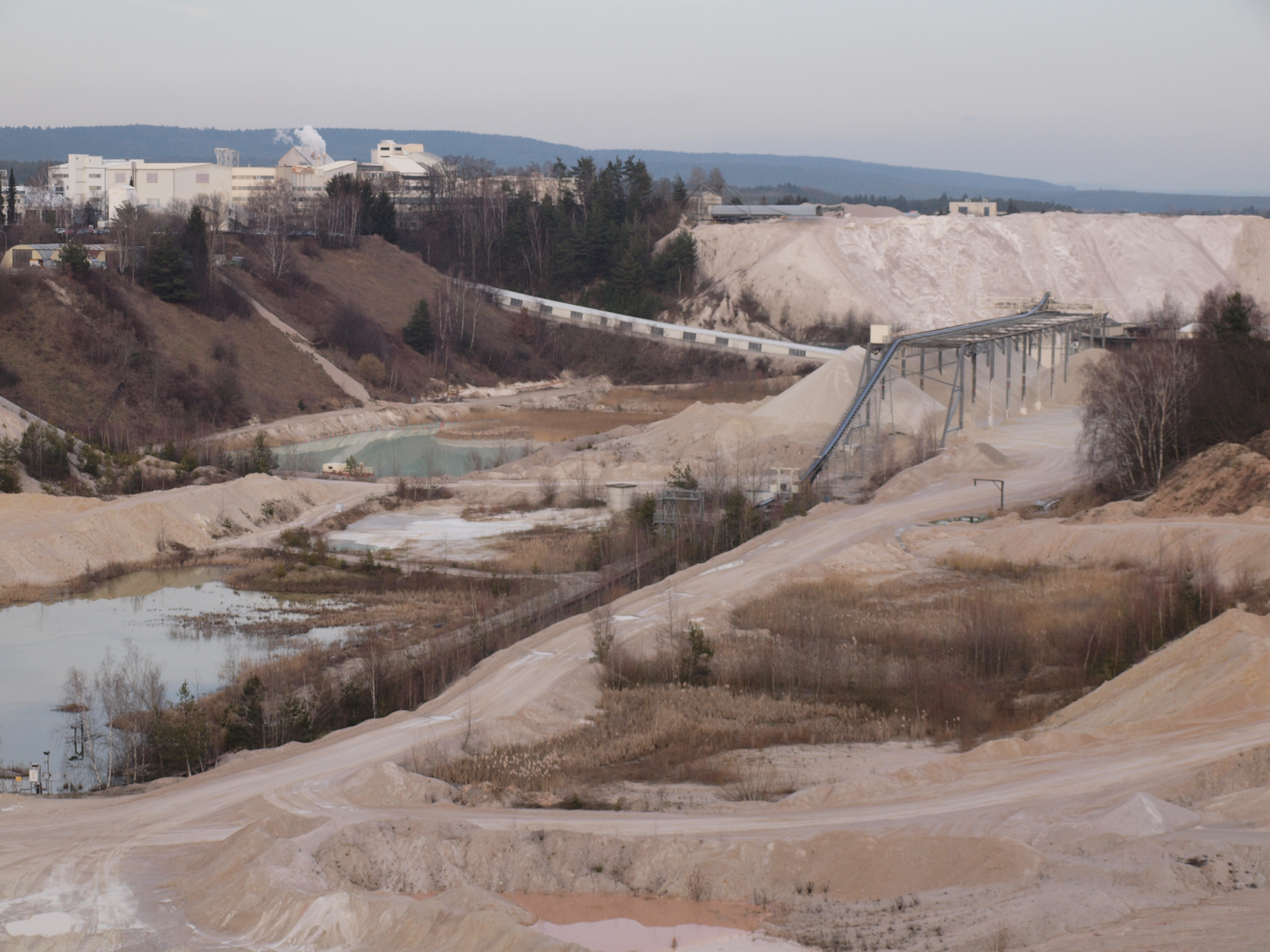
Kaolinabbau in Hirschau durch die Amberger Kaolinwerke Eduard Kick GmbH & Co. KG

Seit 1901 bauen die die Amberger Kaolinwerke in Hirschau Kaolin ab.
1993 fusionierten die Amberger Kaolinwerke und Eduard Kick zu den Amberger Kaolinwerke Eduard Kick. Seit 1996 sind die Amberger Kaolinwerke Eduard Kick Teil der Quarzwerke Gruppe, die das Produktportfolio dadurch um die Rohstoffe Feldspat und Kaolin erweitern konnte.
Heute wird das Kaolin industriell abgebaut. Die Rohstoffreserven reichen noch für einige Jahrzehnte. Neben der bereits seit langem laufenden Rekultivierung wurde für das gesamte Revier ein Nachfolgenutzungskonzept erarbeitet, nach dem  die Umgestaltung der großen Tageabbaue in eine Seenlandschaft erfolgen soll.

## Verwendung des Kaolins
Früher wurde das Kaolin vor allem für die Porzellanherstellung verwendet. Die Kaolinvorkommen sind auch der Grund für die einst gutgehende Porzellanindustrie in der Oberpfalz, in Oberfranken und Böhmen. Größter Abnehmer für das Kaolin ist die Papier- und Keramikindustrie. Jedoch auch zur Glasfaserherstellung und als Füll- und Pigmentstoff wird das produzierte Material verwendet. Entscheidend für die Qualität des Kaolins ist die reinweiße Farbe des Materials und die hohe Plastizität.

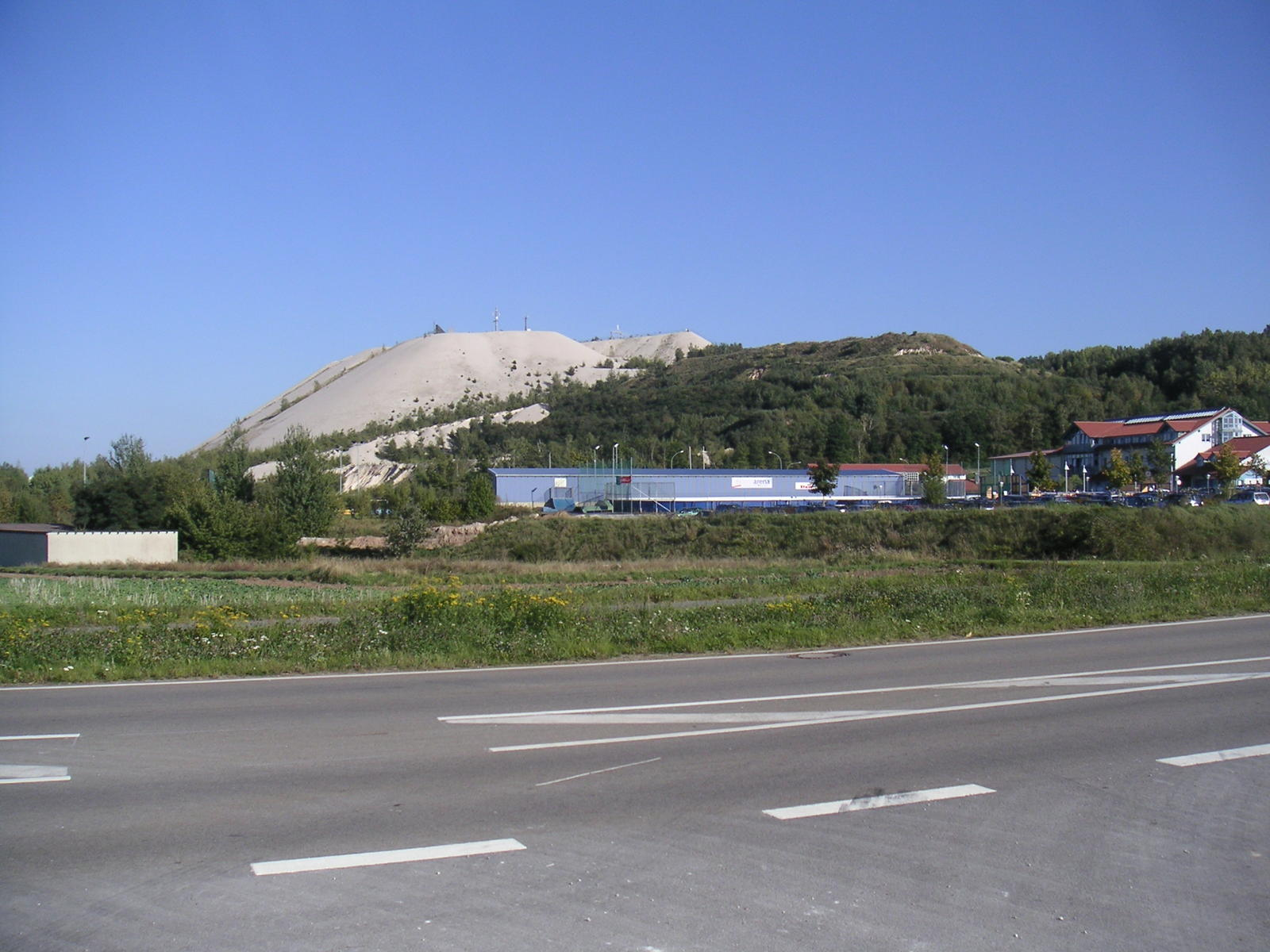
Monte Kaolino von Nordwesten

### Monte Kaolino
Nicht verwertetes Fördergut wurde seit langem zu Halden aufgeschüttet. So entstand der Monte Kaolino, ein 120 m hoher aus rund 35 Millionen Tonnen Quarzsand bestehender Berg. Der Monte Kaolino wird heute touristisch genutzt. An seinem Fuß sind u. a. ein Freizeitbad und ein Campingplatz entstanden, am Berg kann auch im Sommer Sandski gefahren werden. Darüber hinaus entstand im Jahr 2008 eine Sommerrodelbahn.